# Chokladdryck

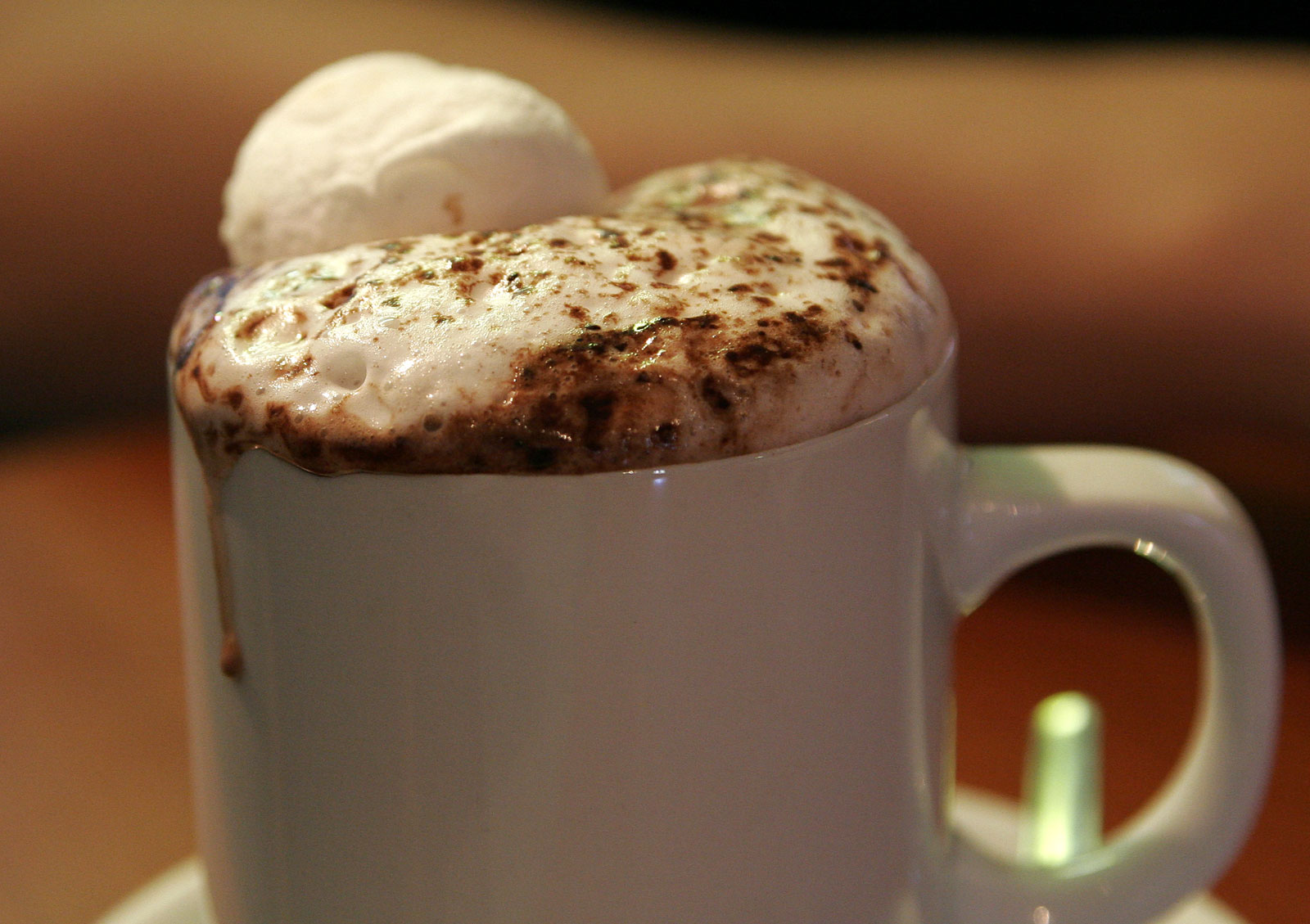
En kopp med varm choklad och vispgrädde.

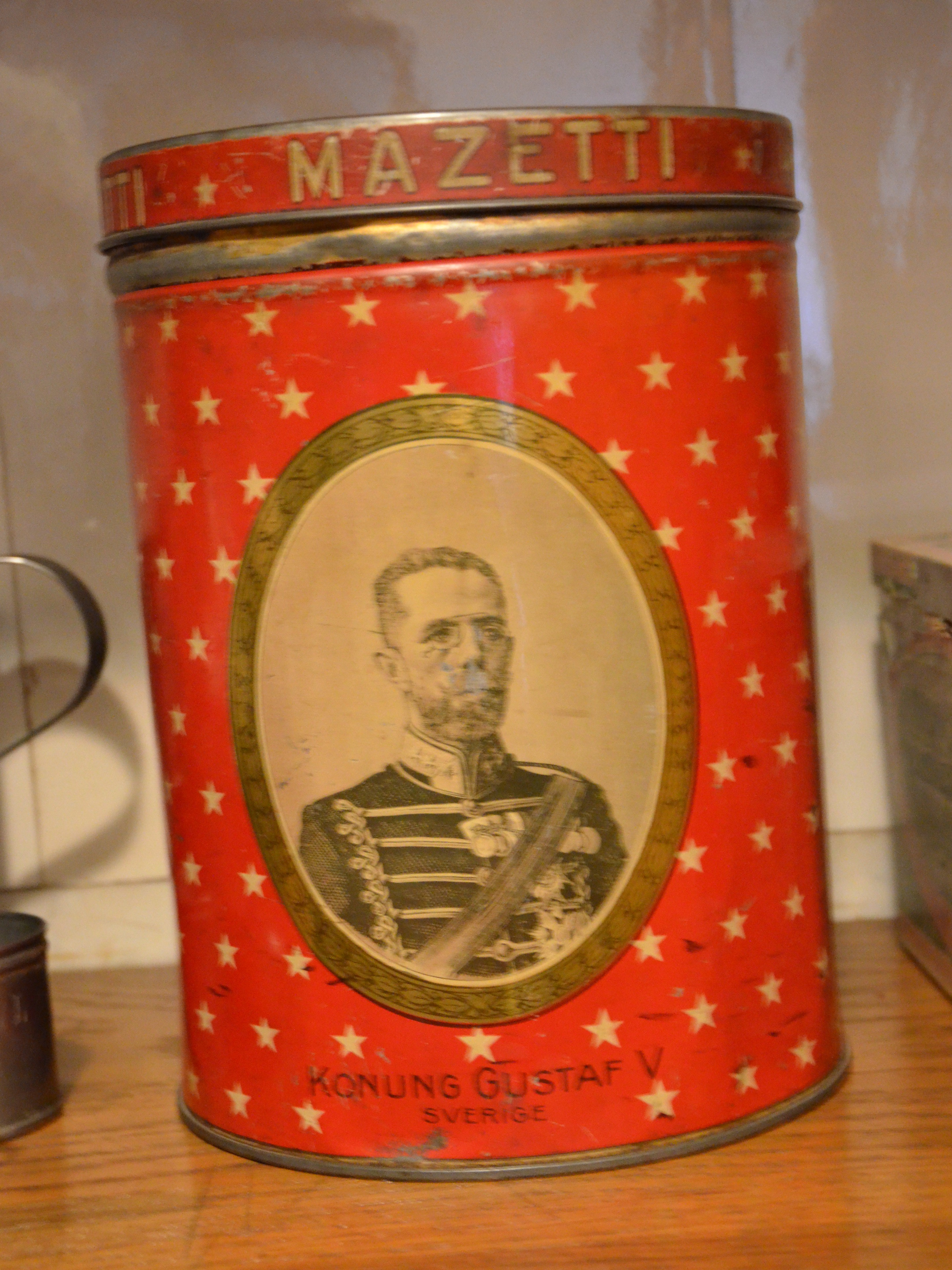
Kakaoburk med kakao från Mazetti

Chokladdryck, i Finland även kakao eller kakaodryck, är en varm eller kall dryck med smak av choklad som vanligtvis framställs av kakaopulver och socker som blandas med vatten eller mjölk. Varm choklad kan serveras med vispad grädde, en klick glass eller marshmallows.

## Historik
Enligt tidskriften Världens Historia upptäckte spanjorerna kakaodryck under ett möte med Moctezuma II år 1519. Drycken serverades i Europa första gången år 1544 efter att mayaindianer togs till Europa och då tillagade den åt prins Filip av Spanien.
Den brittiske naturforskaren Hans Sloane smakade en kakaodryck under en expedition till Jamaica år 1687. Drycken gjorde honom illamående och för att mildra den tillsatte han mjölk. Detta förbättrade recept tog hans sedan med sig tillbaka till Storbritannien.
Chokladdryck spelade en viktig roll i sällskapslivet på 1700-talet.
Fram till 1800-talet, när kakaopulvret kom till, hade ingen kommit på hur man skulle separera kakaosmöret från chokladmassan och därför var chokladdrycken fet och det kunde driva omkring fettklumpar i den.

## 1900-talet och senare
Det finns färdiga chokladdryckspulver och chokladdrycker att köpa. Dessa innehåller ofta smaktillsatsen vanillin och ibland andra tillsatser, ofta stabiliseringsmedel eller emulgeringsmedlet lecitin (E322).
Exempel på ett av Nordens ledande chokladdryckspulver är O’boy. O’boy har en sådan marknadsdominans att namnet har blivit synonymt med chokladdryck som varumärkesord. Ett annat varumärke på kall drickfärdig chokladmjölk är Pucko.

## Tillagning
Kakao har hög fetthalt och klumpar sig ofta i vätskor. När man tillreder egen chokladdryck bör man därför röra ut kakaon i sockret och en skvätt av vätskan innan man fyller på med resten av mjölken eller vattnet under omrörning. Chokladdryckspulver innehåller ofta fettreducerad kakao och ibland tillsatser som förhindrar att kakaon klumpar sig. Då tillsätts pulvret direkt i vätskan och rörs om.

## Varianter
Det finns recept på varm choklad som baserar sig på smält blockchoklad och mjölk. Det finns även smaksättningar med pepparmynta, chilipeppar, vanilj eller apelsin.
En chokladdryck som kallas ischoklad, ej att förväxla med julgodiset, innehåller förutom de vanliga ingredienserna även vanilj- eller chokladglass. Den serveras med vispad grädde och pudrat kakaopulver eller riven choklad.